# Wilhelm Mackensen

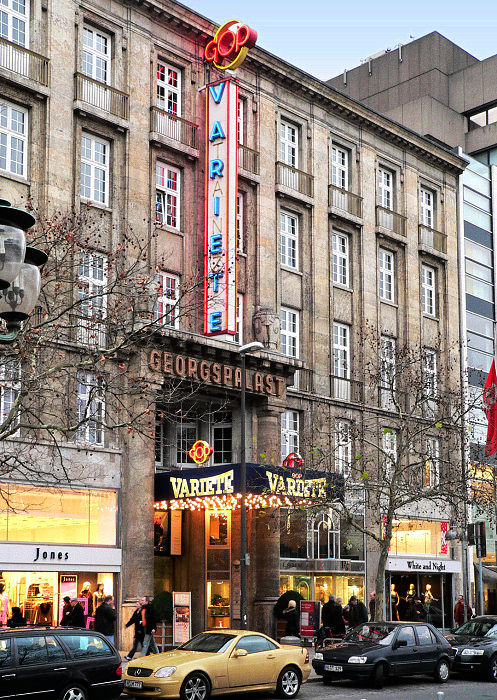
Arbeitsgemeinschaft Mackensen & Torno: Georgspalast, errichtet 1912–1913 als Büro- und Geschäftsgebäude an der Georgstraße (Hannover)

Wilhelm Mackensen (* 21. August 1869 in Greene; † 8. März 1955 in Hannover) war ein deutscher Architekt. Er war Fürstlich Lippischer Hofbaurat, Mitglied der Bauhütte zum weißen Blatt und Mitbegründer des Bundes Deutscher Architekten.

## Leben

### Familie
Ein Vorfahre der Familie Mackensen war Ratszimmermeister in Bodenwerder. Wilhelm Mackensen war einer der Söhne eines Bäckermeisters. Er war der Bruder des Worpsweder Malers Fritz Mackensen (1866–1953) und Halbbruder des Ingenieurs und Konstruktionsleiters der Carl Zeiss AG, Otto Mackensen (1879–1940).

### Werdegang
Nach dem Studium an der Staatlichen Baugewerkschule Nienburg besuchte Mackensen von 1892 bis 1895 die Technische Hochschule Hannover und studierte dort unter Conrad Wilhelm Hase, Heinrich Köhler und Hubert Stier.
Ab 1896 war er selbstständiger Architekt in Hannover. Hauptsächlich dort baute er – in verschiedenen Baustilen – zumeist Villen, Wohn- und Geschäftshäuser. Diese errichtete er unter anderem in Formen der Backstein-Neugotik, des Heimatschutzstils und des Expressionismus.
Ab 1911 bildete er in Hannover mit Fritz Torno die Arbeitsgemeinschaft Mackensen & Torno.
Von 1915 bis 1919 war Mackensen erstmals Bürgervorsteher in Hannover und nach einer Unterbrechung nochmals von 1922 bis 1924.
Das Grab von Wilhelm Mackensen findet sich auf dem Stadtfriedhof Engesohde.

## Werk

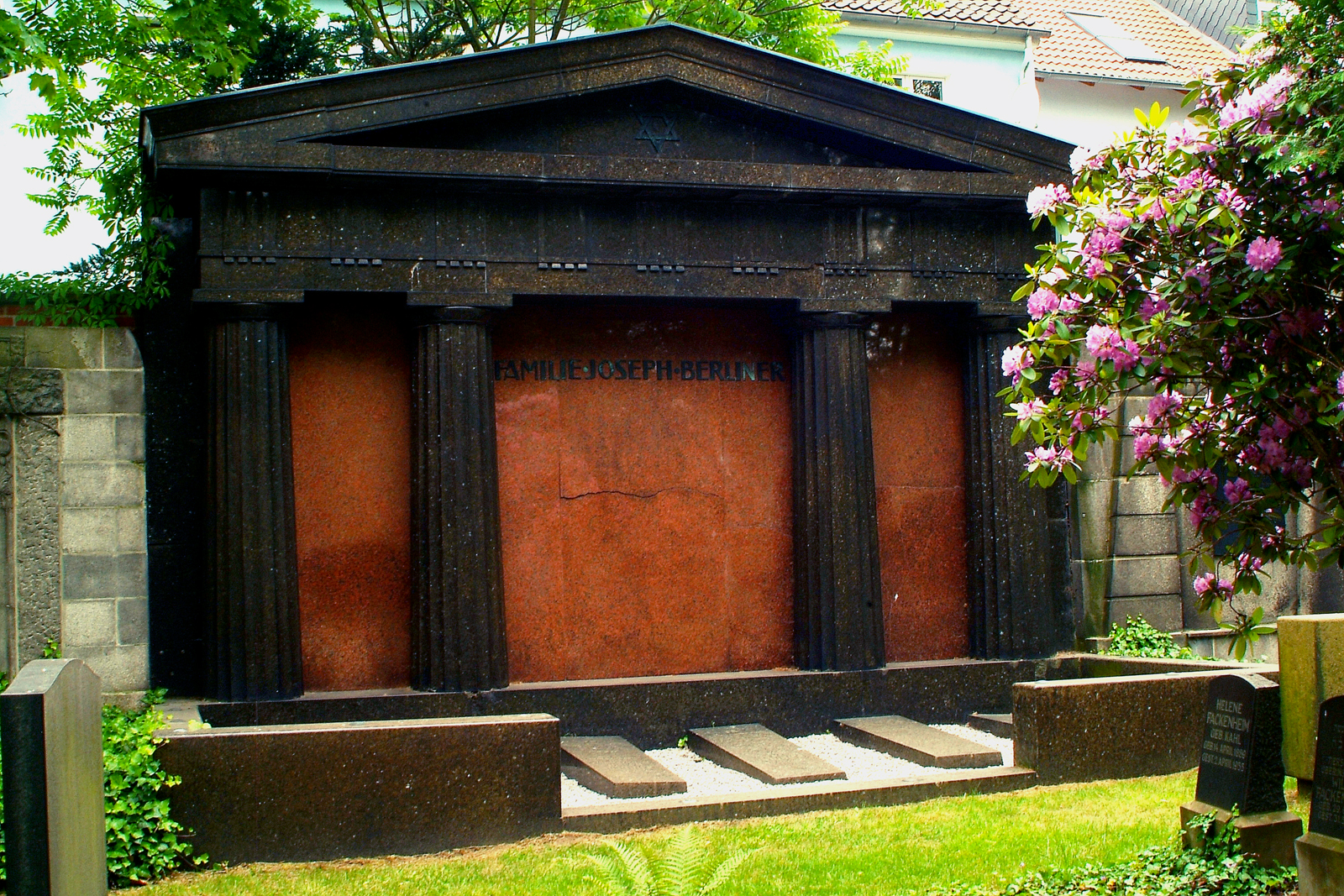
Grabmal des Erbbegräbnisses der Familie Joseph Berliner, Jüdischer Friedhof Strangriede, Hannover (2012)

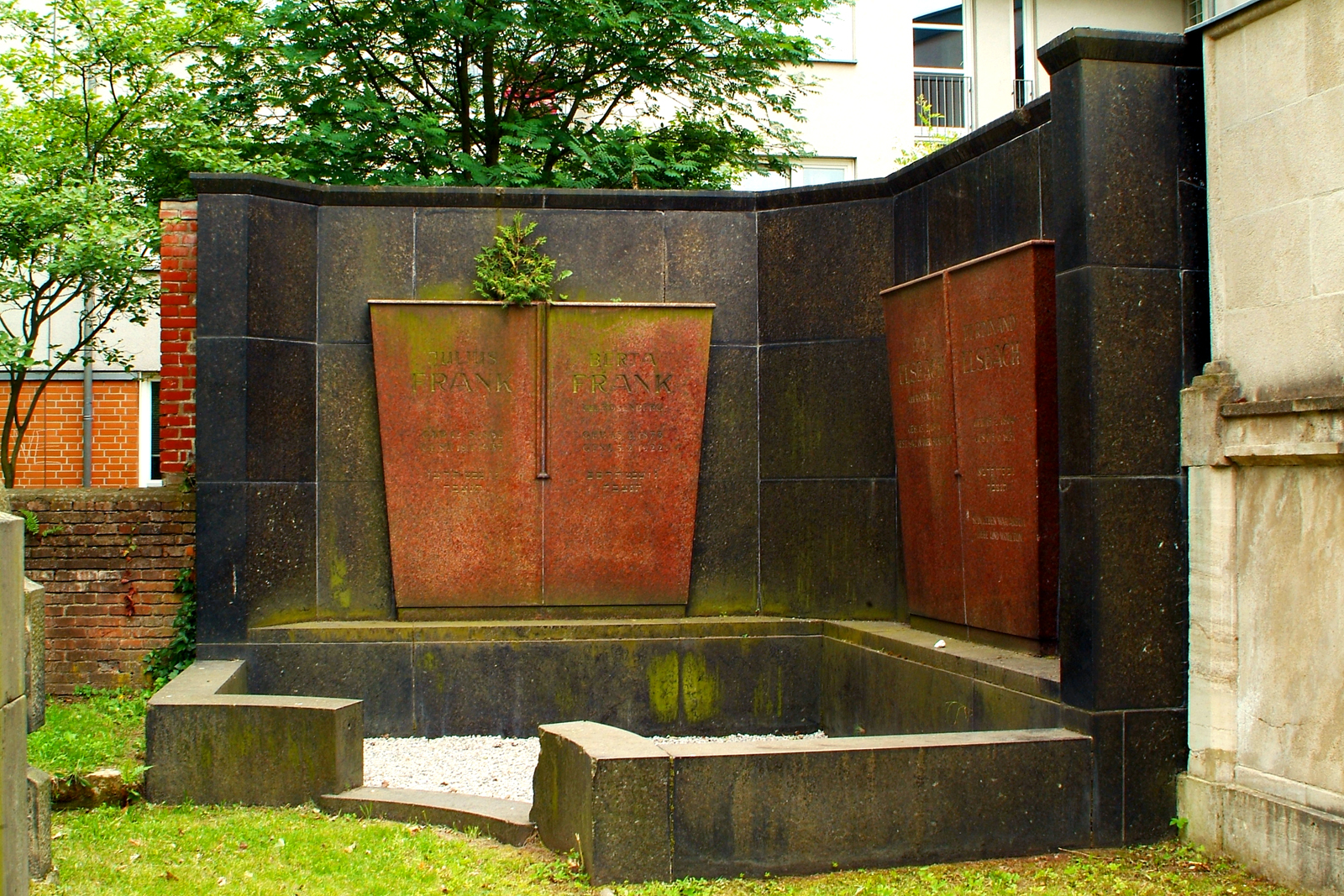
Grabmal der Familien Ferdinand Elsbach und Julius Frank, Jüdischer Friedhof Strangriede, Hannover (2012)

### Werkmonografie
- Hofbaurat Mackensen Architekt BDA. 1915.

### Bauten (unvollständig)

#### 1896 bis 1911
- um 1896: „Villenanlage“ in Lüdersen, Am Lüderser Berge[5]
- um 1901: Villa für G. H. Busse in Hannover, Hohenzollernstraße 41 (nicht erhalten)[5]
- 1902: Mehrfamilienwohnhaus Bursch in Hannover, Jakobistraße 44 (heute 39) / Am Schatzkampe (im Zweiten Weltkrieg zerstört)[5]
- 1903: Neubau für das Kaufhaus J. W. Sältzer in Hannover, Seilwinderstraße / Osterstraße[8]
- 1904: Wohnhaus für den Kaufmann Friedrich Scherer in Hannover, Kaulbachstraße 13 (erhalten)[5]
- 1904: Wohnhaus für Kaufmann Felix Wöllner in Hannover, Kaulbachstraße 15 (teilweise erhalten)[5]
- um 1904: Villa für Carl Brüninghaus Hannover, Walderseestraße 7 (erhalten)[5]
- um 1904: Wohn- und Geschäftshaus für Karl Meyer (Inhaber der Prior'schen Verlagsbuchhandlung) in Hannover, Podbielskistraße 85[9] nicht erhalten[5]
- um 1904: Wohn- und Geschäftshaus für Ludwig Köhne in Hannover, Podbielskistraße 83 (nicht erhalten; heutiges Grundstück Rühmkorffstraße 1a)[5][9]
- 1904–1905: Corpshaus der Turnerschaft „Cheruscia“ in Göttingen, Bürgerstraße 64 (gemeinsam mit dem Architekten H. Koerkel; erhalten)[5]
- 1905–1906: Wohn- und Geschäftshaus für den Hofkonditor Edmund Suhr in Hannover, Königstraße 44 (nicht erhalten)[5]
- 1905–1906: Villa Schmeißer in Goslar, Claustorpromenade (gemeinsam mit dem Architekten H. Koerkel)[5]
- 1906 fertiggestellt: Rathaus (Gemeindehaus) in Hemelingen, Rathausplatz 1 (erhalten)[5]
- 1906: Mehrfamilienwohnhaus für den Rentier Ludwig Köhne in Hannover, Ferdinand-Wallbrecht-Straße 4 (erhalten)[5]
- 1906: Wohnhaus für Friedrich Bachmann (Inhaber einer Musikalienhandlung) in Hannover, Kaulbachstraße 5a / Kantstraße (erhalten)[5]
- 1906: Villa für den Arzt Wilhelm Arning in Hannover, Corvinusstraße 5 (heute Ludwig-Barnay-Straße 8) / Bristoler Straße (erhalten)[5]
- 1906: Geschäftshaus (?) in Hannover, Schmiedestraße / Schuhstraße (erhalten?)[5]
- um 1906: Mehrfamilienwohnhaus für Louis Eilers in Hannover, Rühmkorffstraße 20 (nicht erhalten; heutiges Grundstück Rühmkorffstraße 1)[5][9]
- 1906–1907: Corpshaus der Turnerschaft Philippina in Marburg, Lutherstraße 21 (erhalten)[5]
- 1907: Wohn- und Geschäftshaus für Louis Gröpke in Hannover, Heiligerstraße 1a / Schmiedestraße (im Zweiten Weltkrieg zerstört; heutiges Grundstück Heiligerstraße 1)[5]
- 1907: Villa für den Bankier Hermann Gumpel in Hannover, Eichendorffstraße 14 (heute Seelhorststraße 22) (erhalten)[5][9]
- 1907: Zeilenwohnhaus für Oberstleutnant Wilhelm Alberti in Hannover, Gellertstraße 25 (heute Hausnummer 7) (erhalten)[5]
- 1907: Villa für Kaufmann Gustav Otto in Hannover, Gellertstraße 46 (heute Hausnummer 6) (modern überformt und aufgestockt)[5]
- um 1907: Wohnhaus für Frau Wattenberg in Hannover, Fichtestraße 25 (heute Hausnummer 29) (erhalten)[5]
- 1907–1908: Umbau eines aus den 1840/1850 Jahren stammenden Wohn- und Geschäftshauses für den Uhrmacher Moritz Stellmann in Hannover, Königstraße 53 (nicht erhalten)[5]
- 1907–1908: Geschäftshaus für den Kaufmann Friedrich Scherer (in Pelzwarenhandlung Carl Scherer) in Hannover, Kramerstraße 17 (erhalten)[5]
- 1908: Zeilenwohnhaus für den Ingenieur Arnold Willmer in Hannover, Kaulbachstraße 20 (im Zweiten Weltkrieg beschädigt und modern wiederaufgebaut)[5]
- 1908 Wohnhaus für Karl Knickmeyer in Hannover, Tiedgestraße 11 (teilweise erhalten)[5]
- 1908: Landhaus für Geheimrat Mackensen in Bad Harzburg[5]
- 1908–1909: Landhaus für Wilhelm Schwartz in Hannover, Spinozastraße 8 / Kaulbachstraße (genannt „Benecke-Burg“; unter Denkmalschutz)[5][9][10]
- 1908–1909: Villa für Unternehmer Alfred Winter in Hannover, Löwenstraße 9a (später Hausnummer 10, heute 11a) / Seelhorststraße (erhalten)[5]
- 1909: Zeilenwohnhaus für Sanitätsrat Dr. med. Wolf Block in Hannover, Gellertstraße 26 (heute Hausnummer 3) (erhalten)[5]
- 1909: Wohnhaus für den Rechtsanwalt Hermann Poppelbaum in Hannover, Tiedgestraße 10 (erhalten)[5]
- 1910: Geschäftshaus für das Tapetenhaus Ernst Behre in Hannover, Georgstraße 11 (heute Hausnummer 12?)[5]
- 1910: Wohnhaus für Eisenbahn-Obersekretär Karl Heyer in Hannover, Kaulbachstraße 23 (erhalten)[5]
- 1910: Wohn- und Geschäftshaus in Hannover, Rehbergstraße 1 / Stüvestraße (erhalten)[5]
- 1910–1911: Arbeiterinnen-Wohnheim „Gertrud-Marien-Heim“ in (Hannover-)Linden-Mitte, Badenstedter Straße 37[1][11] (heute Kindertagesstätte der Gemeinde St. Martin)[12]
- 1910–1911: Wohn- und Geschäftshaus für die Druckerei Osterwald in Hannover, Stiftstraße 2 (verändert erhalten?)[5][9]
- um 1910/1911: Hotel „Fürstenhof“ in Bad Salzuflen, Sophienstraße / Parkstraße[5]
- 1910–1912: Gaswerk in (Hannover-)Linden, Bauweg 1 (nicht erhalten; heute Grundstück Bauweg 13)[5]
- vor 1911: Wohnhaus Otte in Hannover (genaue Lage unbekannt)[5]

#### Ab 1911 mit Fritz Torno
- 1911: neue Innenausstattung für die Villa Lücke in Hannover, Schiffgraben 37 / Finkenstraße (nicht erhalten; heutiges Grundstück Schiffgraben 49; Ursprungsbau 1872–1875 nach Entwurf von Heinrich Köhler für Heinrich Lücke erbaut)[5][9]
- 1911: Villa für den Unternehmer Oscar Knoevenagel in Hannover, Schumannstraße 2 (nicht erhalten)[5][9]
- 1911: Wohnhaus für Amtsgerichtsrat Albert Behrendt in Hannover, Tiedgestraße 12 / Gellertstraße (erhalten)[5]
- 1911: Geschäftshaus für den Kaufmann Adolf Holtorf in Hannover, Weißekreuzstraße 37 (im Zweiten Weltkrieg zerstört; heutiges Grundstück Roscherstraße 7)[5]
- 1911: Villa Sternheim für Dr. med. Ludwig Sternheim in Hannover, Walderseestraße 8 (heute Waldstraße 47; erhalten)[5]
- 1911–1912: Wohn- und Geschäftshaus für den Kaufmann August Namendorff in Hannover, Lange Laube 8 (heute Stiftstraße 14; erhalten)[5]
- 1911–1912: Wohn- und Geschäftshaus für den Maurermeister Karl Schoppe in Hannover, Hildesheimer Straße 29 (heute Hausnummer 46) / Sextrostraße (erhalten)[5]
- 1912: Villa für Major Adolf Coupette in Hannover, Waldhausenstraße 33 (teilweise erhalten)[5]
- 1912–1913: Büro- und Geschäftshaus Georgspalast in Hannover, Georgstraße 36 (erhalten)[5][1]
- 1912–1913: Mehrfamilienwohnhaus für den Kaufmann Carl Sältzer in Hannover, Seilwinderstraße 4/5 (erhalten)[5][9]
- 1912–1913: Neubau für das Kaufhaus J. W. Sältzer in Hannover, Seilwinderstraße 9/11 (nicht erhalten)[5][9]
- um 1912/1914: Geschäftshaus der Gasanstalt in Hannover, Osterstraße 33/33a (heute Hausnummer 31; um 2013 abgerissen)[9]
- um 1912/1914: Turnklub-Vereinshaus in Hannover (genaue Lage unbekannt)[5]
- 1913: Hotel „Rheinischer Hof“ in Hannover, Ernst-August-Platz 8 / Bahnhofstraße (nicht erhalten; heutiges Grundstück Ernst-August-Platz 7)[5]
- 1913: Corpshaus der „Normannia“ in Hannover, Misburger Damm 15 (nicht erhalten; heutiges Grundstück Bischofsholer Damm 2)[5]
- 1913: Villa für den Rechtsanwalt Hermann Poppelbaum in Hannover, Lüerstraße 19 (heute Hausnummer 10; gut erhalten)[5]
- 1913: Baugruppe mit fünf Mehrfamilienwohnhäusern in Hannover, Mendelssohnstraße 5 / Rehbergstraße 2–5 (erhalten)[5]
- 1913: Baugruppe mit drei Mehrfamilienwohnhäusern in Hannover, Rehbergstraße 7–9 (erhalten)[5]
- 1913–1914: Villa für den Bankier Julius Gumpel in Hannover, Zeppelinstraße 6 / Lüerstraße[5][1]
- 1913–1915: Villa für Direktor William Anderson in Hannover, Am Zoologischen Garten 7 (später Hindenburgstraße 49, heute Adenauerallee 16; erhalten)[5]
- vor 1914: Villa für den Unternehmer Julius Krutmeyer in Bad Oeynhausen[5]
- vor 1914: Villa für Dr. Wagner in Göttingen, Herzberger Chaussee[5]
- vor 1914: Villa für Willy Cohn in Halberstadt[5]
- 1914: Wohnhaus für Konsul Peter Smid in Hannover, Holteistraße 4[5]
- vor 1915: Mausoleum der Familie Max Küster auf dem Stadtfriedhof Engesohde in Hannover (erhalten)[5]
- vor 1915: Grabmal für die Familie Joseph Berliner auf dem Jüdischen Friedhof An der Strangriede in Hannover (erhalten)[5][13]
- vor 1915: Grabmal für die Familie Max Dammann auf dem Jüdischen Friedhof An der Strangriede in Hannover (erhalten)[5]
- vor 1915: Grabmal für die Familie Max Gumpel auf dem Jüdischen Friedhof An der Strangriede in Hannover[5]
- 1916: Mausoleum für Max Küster auf dem Stadtfriedhof Engesohde[1][14]
- 1920–1922: Mehrfamilienwohnhaus-Bebauung in Hannover, Dorotheenstraße 26–28, Markgrafstraße 33, 35, 37, 39, 41, 43, 45, 47, 49, 51, Rieckenbergstraße 2, 4, Spargelstraße (erhalten)[1][5]
- 1922–1924: Bankgebäude für die Commerz- und Privatbank AG in Hannover, Theaterstraße 11/12 (mit Adolf Springer und/oder Fritz Torno; Fassade mit Figuren von Bildhauer Georg Herting erhalten und unter Denkmalschutz)[5][1][15][16]
- 1925: Wohnhaus für den Kaufmann Ludwig Krohne in Hannover, Kaulbachstraße 33 (teilweise erhalten)[5]
- 1925–1928: drei Baugruppen in der Mehrfamilienwohnhaus-Siedlung „Listhof“ in Hannover-List (erhalten)[5]
  - Am Listholze 1, 3, 5, 7, 9, 11, 13, 15
  - Bothfelder Straße 8–10
  - Matthiasstraße 4, 6, 8, 10, 12, 14
(andere Baugruppen der Siedlung von Wilhelm Kröger, Heinrich Möll, Karl Siebrecht)

#### Nach 1933
- 1936–1937 (1936–1938?)[5]: Umbau des vormaligen Gebäudes der Hannoverschen Kapital-Versicherungsanstalt mit Sparkasse in Hannover, Landschaftstraße 5 (mit Fritz Torno und Ludwig Thiele) – Das 1884–1885 von Ludwig Debo errichtete Haus wurde in den Neubau der Sparkasse Hannover (Landschaftstraße 4/5) einbezogen, die Bausubstanz ist teilweise erhalten.[5][17]

#### Undatiert
- Grabmale der Familien von Ferdinand Elsbach und Julius Frank auf dem Jüdischen Friedhof An der Strangriede in Hannover (erhalten?)[5][18]

## Archivalien
Archivalien von und über Wilhelm Mackensen finden sich beispielsweise
- als Zeitungsausschnitte, Fotos und Negative zu Bauten innerhalb Hannovers im Stadtarchiv Hannover, Archivsignatur StadtA H 3.NL.518 Nr. 2764[9]